# Motufetau
Motufetau est un petit îlot inhabité de Nukufetau, aux Tuvalu, qui se trouve du côté est de l'atoll de Nukufetau,.